# Lypiwka (Iwano-Frankiwsk, Rohatyn)
Lypiwka (ukrainisch Липівка; russisch Липовка/Lipowka, polnisch Firlejów) ist ein Dorf in der ukrainischen Oblast Iwano-Frankiwsk in der Westukraine mit etwa 800 Einwohnern.

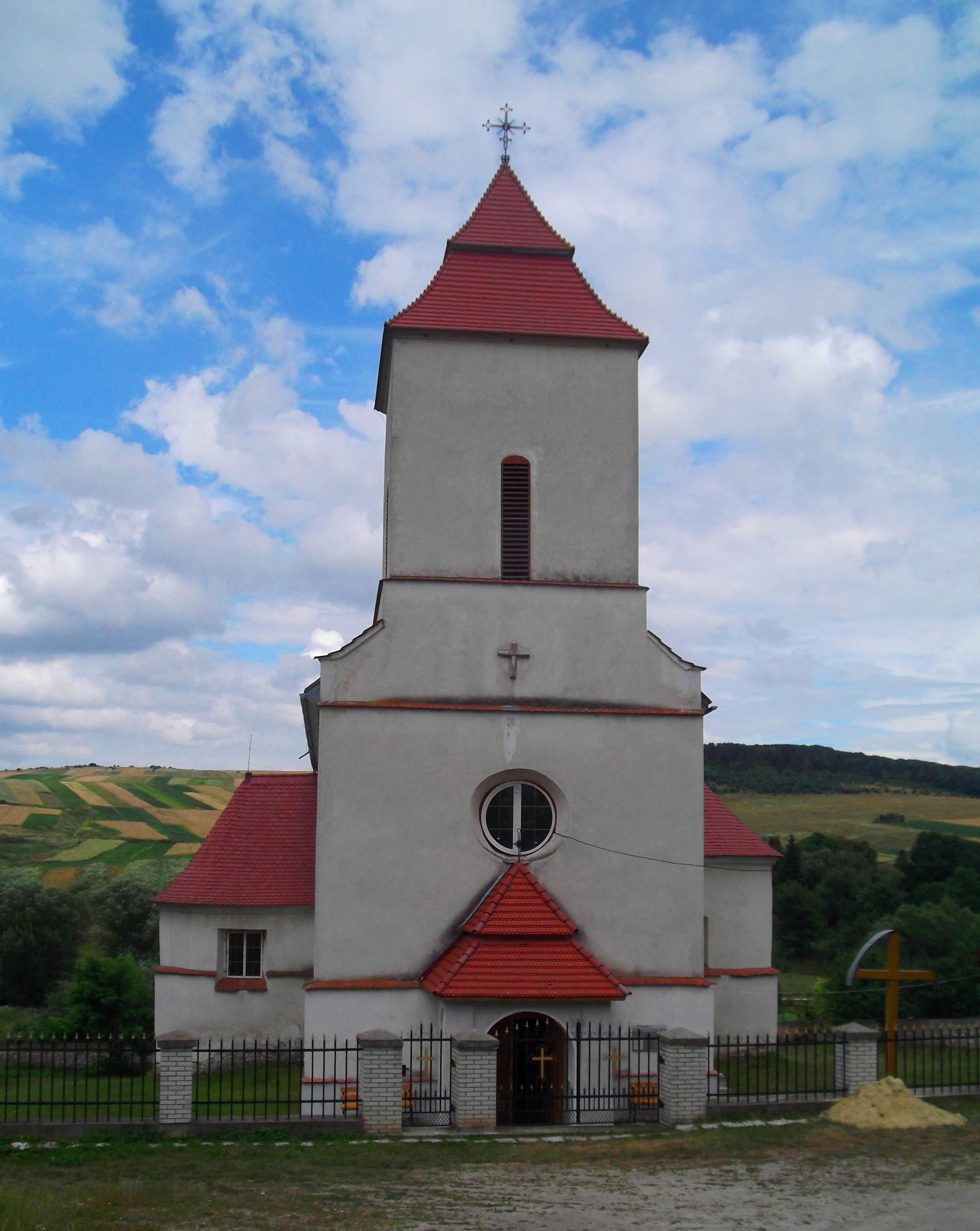
Kirche im Ort

Die Ortschaft liegt im Westen der historischen Landschaft Galizien im Rajon Iwano-Frankiwsk am Fluss Hnyla Lypa, etwa 13 Kilometer nördlich vom ehemaligen Rajonzentrum Rohatyn und 67 Kilometer nördlich vom Oblastzentrum Iwano-Frankiwsk entfernt.
Am 12. Juni 2020 wurde das Dorf ein Teil neu gegründeten Stadtgemeinde Rohatyn im Rajon Iwano-Frankiwsk; bis dahin bildete es zusammen mit den Dörfern Krywnja (Кривня) und Woroniw (Воронів) die Landratsgemeinde Lypiwka (Липівська сільська рада/Lypiwska silska rada) im Rajon Rohatyn.
Der Ort wurde 1430 zum ersten Mal schriftlich als Maciejów erwähnt, erhielt 1570 das Magdeburger Stadtrecht und wurde auf Ferlejow umbenannt, lag zunächst in der Adelsrepublik Polen-Litauen, Woiwodschaft Ruthenien, und kam 1772 als Ferlejow (später Firlejów) zum damaligen österreichischen Kronland Galizien (bis 1918 als Markt dann im Bezirk Rohatyn).

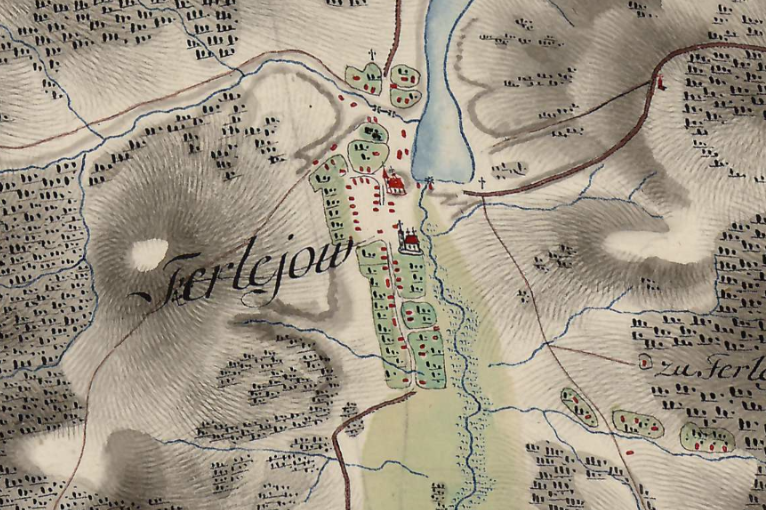
Karte der Ortsumgebung aus dem 18. Jahrhundert

Nach dem Ende des Ersten Weltkrieges kam der Ort zur Polen, war hier ab 1921 als Firlejów in die Woiwodschaft Stanislau, Powiat Rohatyn, Gmina Firlejów eingegliedert und wurde im Zweiten Weltkrieg erst von der Sowjetunion und ab 1941 bis 1944 von Deutschland besetzt und dem Distrikt Galizien angeschlossen. Nach der Rückeroberung durch sowjetische Truppen 1944 kam er 1945 wiederum zur Sowjetunion und wurde in die Ukrainische SSR eingegliedert, seit 1991 ist der Ort Teil der heutigen Ukraine. Unter sowjetischer Herrschaft wurde dem Ort 1939 durch die Herabstufung zum Dorf der Marktstatus aberkannt.